# James Wolfensohn
Pour les articles homonymes, voir Wolfensohn.
James Wolfensohn, né le 1er décembre 1933 à Sydney (Australie), et mort le 25 novembre 2020 à Manhattan, est le neuvième président de la Banque mondiale depuis sa création en décembre 1945. Né australien, il devient citoyen américain en 1980, tout en gardant la nationalité australienne.

## Biographie
James Wolfensohn est né à Sydney, en Australie, de Hyman "Bill" Wolfensohn (né à Londres) et de Dora Weinbaum (née en Belgique), un couple d'immigrants respectivement d'origine juive autrichienne et juive polonaise, arrivé de Londres en Australie en 1928.
Diplômé de l'université américaine Harvard, James Wolfensohn mène une carrière de banquier tout en étant actif dans le domaine de l'environnement et du développement. Au cours de sa jeunesse, il est membre de l'équipe olympique d'escrime australienne et pilote de chasse pour l'armée australienne.

### Parcours professionnel
Wolfensohn a occupé des postes de haut niveau dans la finance. Il a été tour à tour Associé Directeur général de Salomon Brothers à New York et chef de son département de banque d’investissement, Directeur général adjoint et administrateur délégué de Schroders Ltd. à Londres, Président de J. Henry Schroders Banking Corporation à New York, et Administrateur délégué de Darling & Co. D’Australie.

#### Président de la Banque mondiale
Troisième président à effectuer deux mandats (1995-2000 puis 2000- juin 2005), Wolfensohn visite plus de 100 pays dans le cadre de ses fonctions à la Banque mondiale.
En 1995, il est nommé chevalier honoraire par la reine Élisabeth II, pour récompenser ses activités en faveur des arts, étant lui-même un violoncelliste de talent. Il est également décoré par les gouvernements australien, allemand, français, norvégien et marocain.
En 1996, il lance avec la collaboration du Fonds monétaire international (FMI) le premier programme visant à alléger la dette des pays les plus pauvres du monde, l'Initiative en faveur des pays pauvres très endettés (PPTE), afin que ceux-ci puissent mieux répondre à leurs besoins. Puis, en 1999, les résultats de cette première initiative aboutissent à la décision officielle de doubler le montant de cet allègement lors des assemblées annuelles du FMI et de la Banque mondiale, et permet à davantage de pays d'en bénéficier.
En 2004, de passage dans son pays natal, l'Australie, James Wolfensohn qualifie les niveaux de dépenses militaires comme étant une « folie », comparés à l'aide au développement. Lors d'un discours, il note que l'ensemble des dépenses mondiales pour la défense s'élève à 1 000 milliards de dollars américains, un chiffre en constante augmentation par rapport aux 800 milliards dépensés en 1999. « Nous consacrons vingt fois plus en dépenses militaires que nous ne dépensons pour tenter de fournir des abris aux gens ». Rappelons que celles consacrées au développement ne dépassent pas les 50 milliards de dollars.
James Wolfensohn met en avant le problème de la pauvreté, jusqu'à en devenir l'élément principal. De nombreux objectifs sont fixés, tels que la réduction de moitié du nombre de personnes vivant en dessous du seuil de pauvreté et l'amélioration de leur IDH (Indice de développement humain) d'ici à 2015.
Pour ce faire, il doit demander aux pays donateurs d'accroître leur aide extérieure et de réduire leur éventuel protectionnisme.

## Envoyé spécial au Moyen-Orient
En avril 2005, Wolfensohn a été nommé envoyé spécial pour le désengagement de Gaza par le Quatuor pour le Moyen-Orient, un groupe de grandes puissances et les Nations Unies promouvant le processus de paix israélo-palestinien. Il a démissionné après 11 mois en tant qu'envoyé spécial lorsqu'il a compris que le gouvernement des États-Unis sapait ses efforts et licenciait son personnel.
D'après ses propos, c'est à lui que revient la responsabilité majeure de l'échec de sa mission au Moyen-Orient. « Je pense que j'ai plutôt été stupide de ne pas lire les petits caractères » a-t-il admis, « On ne m'a jamais donné le mandat de négocier la paix. ». L'ancien Premier ministre britannique Tony Blair lui succédera à ce poste.

## Autres activités
Il est président du John F. Kennedy Center for the Performing Arts.
Président du Carnegie Hall à New York durant onze ans, il a également été membre du conseil d'administration de la chaîne de télévision CBS.
En 2008, il est conférencier émérite à la Banque africaine de développement.
Il participe à la conférence de la Monaco Méditerranée Foundation (MMF) en septembre 2011.
Il est membre du comité directeur du groupe Bilderberg.

## Vie privée
James Wolfensohn est marié à Elaine Botwinick (1937-2020), spécialiste de l'éducation et diplômée de Wellesley (BA) et de l'université Columbia (MA et MEd), avec qui il a trois enfants, Sara, Naomi et Adam.

## Distinctions
- Chevalier commandeur honoraire (en) de l'ordre de l'Empire britannique (KBE) en 1995
- Officier de l'ordre d'Australie en 1987[12].
- Grand cordon de l'ordre du Ouissam alaouite[13].

## Décès
Il décède le 25 novembre 2020 à son domicile de Manhattan des suites d’une pneumonie,.